# Židikai
Židikai (ryska: Жидикай; žemaitiska: Žėdėkā) är en ort i Litauen. Den ligger i den nordvästra delen av landet, 270 km nordväst om huvudstaden Vilnius. Židikai ligger 113 meter över havet och antalet invånare är 536.

## Geografi
Terrängen runt Židikai är platt. Runt Židikai är det ganska tätbefolkat, med 60 invånare per kvadratkilometer. Närmaste större samhälle är Mazeikiai, 19,5 km öster om Židikai. Trakten runt Židikai består till största delen av jordbruksmark.